# Vissel Kobe
Vissel Kobe är en fotbollklubb i Kobe i Japan. Klubben grundades 1966 och spelar sedan 1997 i den japanska proffsligan J-League, för närvarande (2020) i den högsta proffsligan J1 League.

## Dräkt
Vissel Kobe hade först en dräkt som påminde om den som Juventus har (svarta och vita ränder), men klubben köptes 2004 av Crimson Group som även är ägaren till nätföretaget Rakuten. Den nya ägaren bytte klubbfärger inför säsongen 2005 till den nuvarande, för att gå i samma stil som resten av gruppen. Samma år startade basebollklubben Tohoku Rakuten Golden Eagles, som även de går i samma färger.

## Placering tidigare säsonger
| År   | Liga | M  | Po | V  | O  | F  | Pl    | Notering           |
| 1997 | J1   | 32 | 24 | 9  | -  | 23 | 16/17 |                    |
| 1998 | J1   | 34 | 25 | 9  | -  | 25 | 17/18 |                    |
| 1999 | J1   | 30 | 37 | 12 | 4  | 14 | 10/16 |                    |
| 2000 | J1   | 30 | 33 | 11 | 1  | 18 | 13/16 |                    |
| 2001 | J1   | 30 | 33 | 9  | 7  | 14 | 12/16 |                    |
| 2002 | J1   | 30 | 31 | 10 | 3  | 17 | 14/16 |                    |
| 2003 | J1   | 30 | 30 | 8  | 6  | 16 | 13/16 |                    |
| 2004 | J1   | 30 | 36 | 9  | 9  | 12 | 11/16 |                    |
| 2005 | J1   | 34 | 21 | 9  | 4  | 21 | 18/18 | Nedflyttad till J2 |
| 2006 | J2   | 48 | 86 | 25 | 11 | 12 | 3/13  | Uppflyttad till J1 |
| 2007 | J1   | 34 | 47 | 13 | 8  | 13 | 10/18 |                    |
| 2008 | J1   | 34 | 47 | 12 | 11 | 11 | 10/18 |                    |
| 2009 | J1   | 34 | 39 | 10 | 9  | 15 | 14/18 |                    |
| 2010 | J1   | 34 | 38 | 9  | 11 | 14 | 15/18 |                    |
| 2011 | J1   | 34 | 46 | 13 | 7  | 14 | 9/18  |                    |
| 2012 | J1   | 34 | 39 | 11 | 6  | 17 | 16/18 | Nedflyttad till J2 |
| 2013 | J2   | 42 | 83 | 25 | 8  | 9  | 2/22  | Uppflyttad till J1 |
| 2014 | J1   | 34 | 45 | 11 | 12 | 11 | 11/18 |                    |
| 2015 | J1   | 34 | 38 | 10 | 8  | 16 | 12/18 |                    |
| 2016 | J1   | 34 | 55 | 16 | 7  | 11 | 7/18  |                    |
| 2017 | J1   | 34 | 44 | 13 | 5  | 16 | 9/18  |                    |
| 2018 | J1   | 34 | 45 | 12 | 9  | 13 | 10/18 |                    |

- M: Antal matcher spelade, Po Antal poäng, V Vunna matcher, O Oavgjorda matcher, F Förlorade matcher, Pl Placering i tabellen/antal lag

## Spelartrupp
Aktuell 23 april 2022
| Nr | Land    | Pos | Namn                    |
| -- | ------- | --- | ----------------------- |
| 1  | Japan   | MV  | Daiya Maekawa           |
| 3  | Japan   | F   | Yuki Kobayashi          |
| 5  | Japan   | MF  | Hotaru Yamaguchi        |
| 6  | Spanien | MF  | Sergi Samper            |
| 7  | Japan   | MF  | Yuta Goke               |
| 8  | Spanien | MF  | Andrés Iniesta (kapten) |
| 9  | Spanien | A   | Bojan Krkić             |
| 10 | Japan   | A   | Yuya Osako              |
| 11 | Japan   | A   | Yoshinori Muto          |
| 14 | Japan   | F   | Tomoaki Makino          |
| 15 | Japan   | MF  | Kento Hashimoto         |
| 16 | Japan   | MF  | Koya Yuruki             |
| 17 | Japan   | F   | Ryuho Kikuchi           |
| 18 | Japan   | MV  | Hiroki Iikura           |
| 19 | Japan   | F   | Ryo Hatsuse             |
| 20 | Japan   | MF  | Shion Inoue             |

| Nr | Land      | Pos | Namn              |
| -- | --------- | --- | ----------------- |
| 21 | Japan     | A   | Noriaki Fujimoto  |
| 22 | Japan     | MF  | Daiju Sasaki      |
| 23 | Japan     | F   | Tetsushi Yamakawa |
| 24 | Japan     | F   | Gōtoku Sakai      |
| 25 | Japan     | F   | Leo Osaki         |
| 26 | Japan     | F   | Nagisa Sakurauchi |
| 28 | Japan     | MV  | Yuya Tsuboi       |
| 29 | Brasilien | A   | Lincoln           |
| 31 | Japan     | MF  | Yuya Nakasaka     |
| 32 | Japan     | MV  | Ryotaro Hironaga  |
| 33 | Japan     | MF  | Takahiro Ohgihara |
| 34 | Japan     | MF  | Yusei Ozaki       |
| 41 | Japan     | A   | Yutaro Oda        |
| 44 | Japan     | MF  | Mitsuki Hidaka    |

## Tidigare spelare
| - Kazuyoshi Miura - Yoshito Okubo - Tsuneyasu Miyamoto - Masahiko Inoha - Michihiro Yasuda - Shoji Jo - Hideo Hashimoto - Akihiro Nagashima - Yasutoshi Miura - Kentaro Hayashi - Hisashi Kurosaki - Ryuji Michiki - Masayuki Okano - Takashi Hirano - Tomoyuki Hirase | - Hiromi Kojima - Keiji Kaimoto - Tomoyuki Sakai - Shigeyoshi Mochizuki - Chikara Fujimoto - Atsuhiro Miura - Kazuki Ganaha - Ryuji Bando - Yuzo Tashiro - Kazumichi Takagi - Kazuma Watanabe - Ryota Morioka - Kensuke Nagai - Naoyuki Fujita - Matthew Bingley | - Fábio Simplício - Bismarck - Roger Machado Marques - Oséas - Patrick Mboma - Julián Estiven Vélez - Ivo Ulich - Pavel Horváth - Michael Laudrup - Budimir Vujačić - Thomas Bickel - Ziad Tlemçani - İlhan Mansız |